# Regionaler Naturpark Luberon

Logo des Parks

Lageplan

Der Regionale Naturpark Luberon (französisch Parc naturel régional du Luberon) liegt in den französischen Départements Vaucluse und Alpes-de-Haute-Provence in der Region Provence-Alpes-Côte d’Azur. 
Das Kerngebiet dieses Naturparks umfasst die Bergkette des Luberon, die sich etwa zwischen den Orten Cavaillon und Villeneuve, nordöstlich von Manosque, über eine Länge von rund 50 Kilometer erstreckt. Er grenzt im Norden an den Regionalen Naturpark Mont-Ventoux, im Südwesten an den Regionalen Naturpark Alpilles und im Osten an den Regionalen Naturpark Verdon. Der Regionale Naturpark Luberon ist Teil des Biosphärenreservates Luberon-Lure.

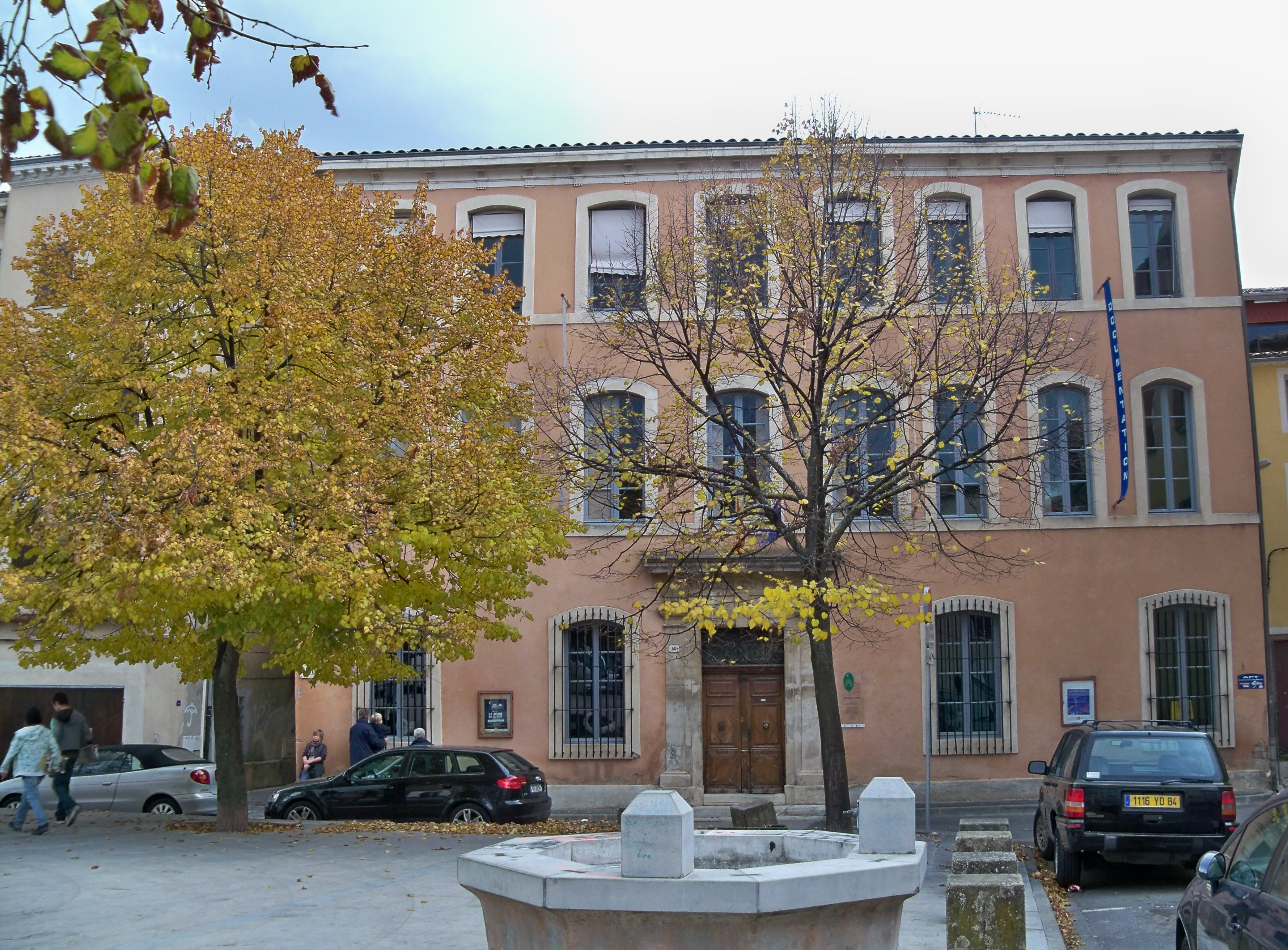
Maison du parc in Apt

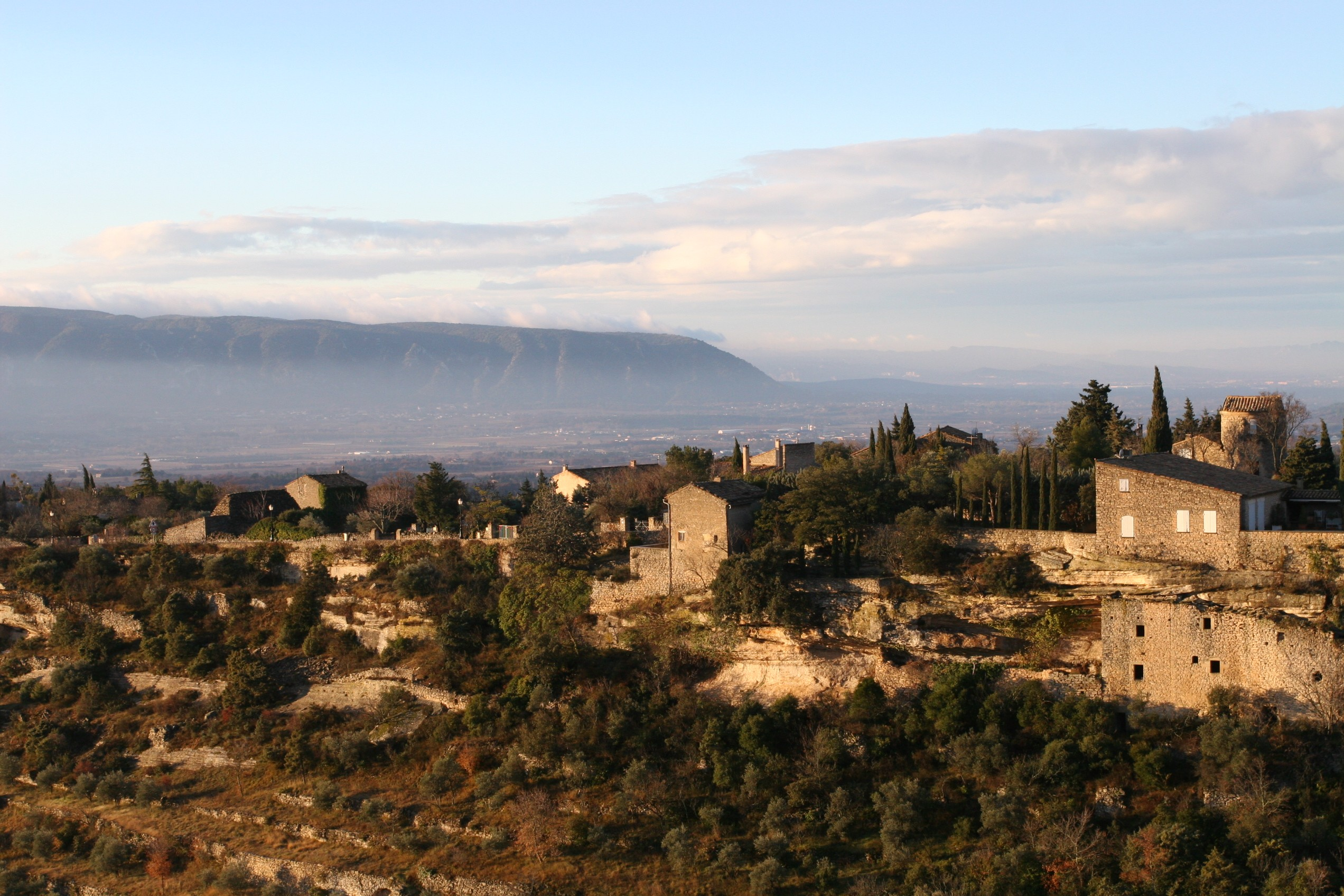
Petit Luberon

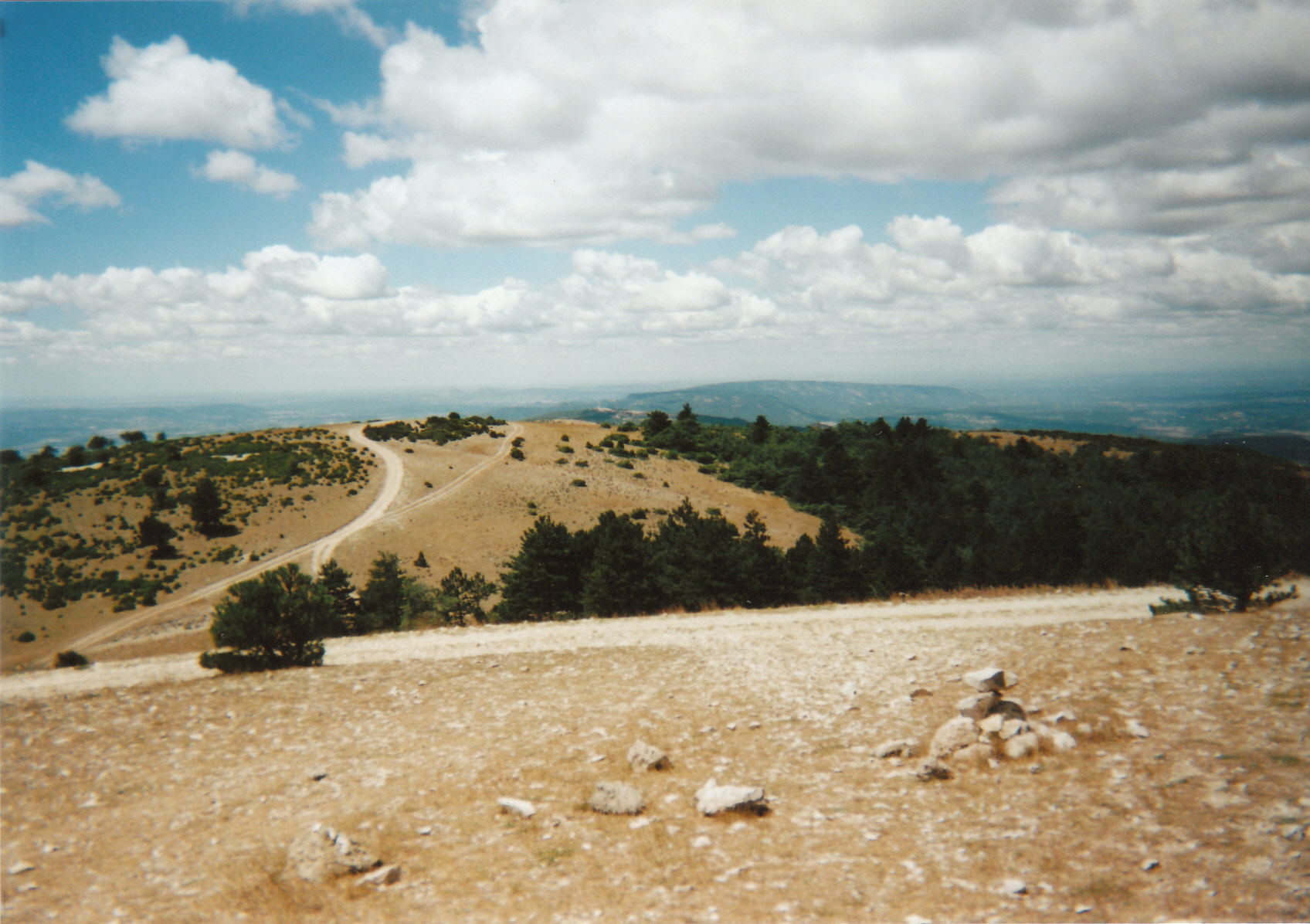
Am Gipfel Mourre Nègre

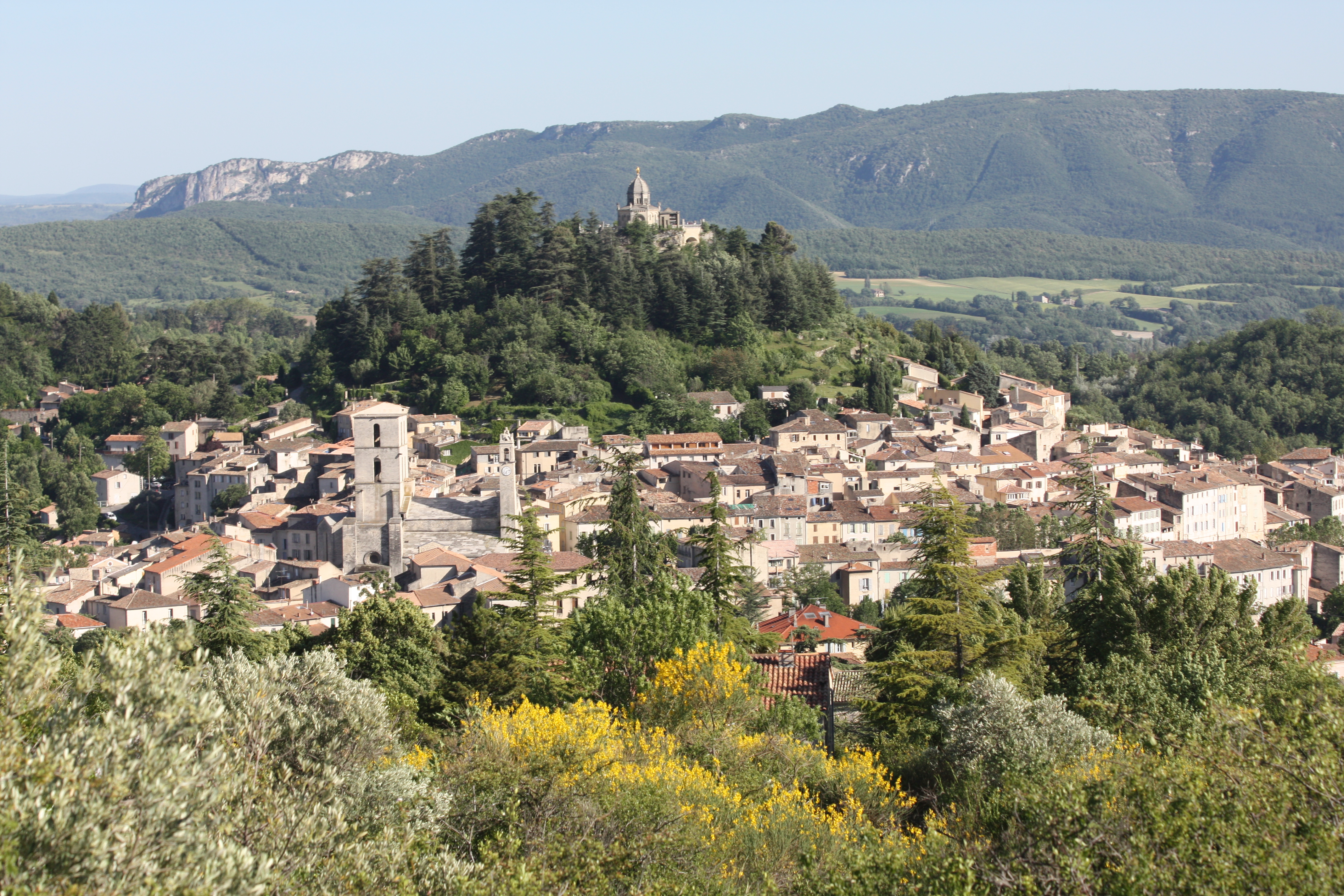
Forcalquier

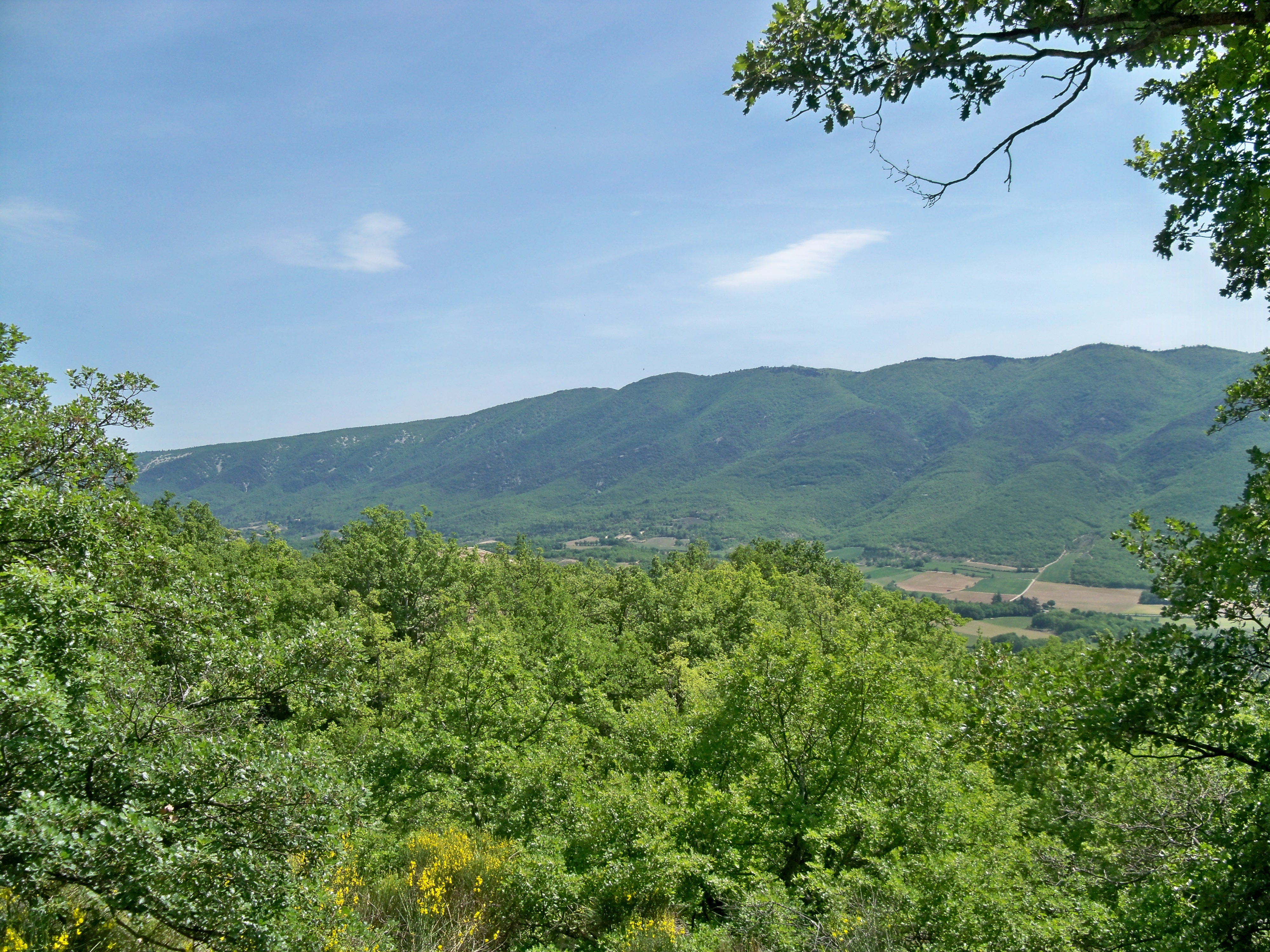
Eichenwälder am Luberon

## Parkverwaltung
Die Gründung des Naturparks erfolgte am 10. Februar 1977 und umfasst heute eine Fläche von 185.000 Hektar. Die Parkverwaltung hat ihren Sitz in Apt (43° 52′ 34″ N, 5° 23′ 51″ O), wo sich das „Maison du Parc“ mit Besucherzentrum befindet. 77 Gemeinden mit einem Einzugsgebiet von 176.500 Bewohnern (Stand 2018) bilden den Park.
Der Naturpark wird seit 2004 (zuletzt aktualisiert 2015) von der UNESCO unter dem Markennamen Geopark Luberon als UNESCO Global Geopark ausgezeichnet. Diese Bezeichnung steht für die große geologische Bedeutung eines Territoriums und trägt zur touristischen und wirtschaftlichen Entwicklung des Gebietes unter Beachtung der erforderlichen Nachhaltigkeit bei.

## Landschaften
Verschiedene Naturlandschaften liegen in West-Ost-Ausdehnung im Parkgebiet. Es sind dies:
- Südflanke der Monts de Vaucluse im Nordwesten
- Südflanke der Montagne de Lure im Nordosten
- Talsenke der Flüsse Coulon, der nach Westen entwässert und Largue, der nach Osten entwässert. Beide münden in die Durance.
- Luberon-Gebirge mit
  - Petit Luberon
  - Grand Luberon (höchste Erhebung: Mourre Nègre, 1125 Meter)
  - Luberon Oriental, nordöstlich von Manosque
- Tal der Durance im Osten und Süden

Geologisch gesehen besteht der Boden aus Kalkstein, der in exponierten Lagen karstig ausgebildet ist. Die Talniederungen sind fruchtbar, müssen aufgrund des häufigen Wassermangels aber künstlich bewässert werden. An den Abhängen wird auch Weinbau betrieben.

## Größere Orte im Park
- Cavaillon
- Apt
- Pertuis
- Manosque
- Forcalquier

## Biotope
- Garigue

An den südlichen Hängen des Luberon führt der Wechsel von lockeren und kompakten Böden zu zwei Typen von Gariden: eine, die von der Kermes-Eiche beherrscht ist, die andere, wo Rosmarin dominiert. Scheinbar streng und monoton anzuschauen, beherbergen sie im Frühling eine Fülle tierischer und pflanzlicher Arten, die oft nur mehr selten anzutreffen sind.
- Trockenrasen

Die von niedrigen oder kriechenden Pflanzen gebildeten Rasen auf den Bergkämmen des Luberon ergeben sich aus der Abweidung der Herden aber auch aus der Anpassung an die Klimazwänge: den Wind, die sommerliche Trockenheit und die niedrigen Temperaturen des Winters. Aber die Blumenfülle im Frühling, unter den Büscheln der Gräser Bergtrespe, Schaf-Schwingel (und andere), verwandelt diese Orte in einen natürlichen Garten, wo sogar bestimmte Orchideenarten, wie das Männliche Knabenkraut oder die Bertolonis Ragwurz (geschützte Art) blühen.
- Eichenwald

An den nördlichen Hängen bevorzugt die Flaumeiche die frischeren Temperaturen und die tieferen Böden. Im Unterschied zur Steineiche verliert sie ihr Laub im Winter, nachdem sie im Herbst die gelben Eichelfrüchte zur Reife gebracht hat. Die Helligkeit ihres Unterholzes erklärt die reichliche Flora, die sich dort entwickelt. Die intensive Nutzung des Eichenbestandes, die im Laufe der letzten Jahrhunderte für Holzkohle, Heizung und Bau stattgefunden hat sowie die Erosion der Böden hat sicherlich seine Ersetzung durch Steineichen forciert.
- Felswände, Schluchten

Die vielfältigen Reliefs des Luberon-Gebirges sind Zeichen einer reichen und bewegten geologischen Entwicklung; diese kann aus den verschiedenen Felsformationen herausgelesen werden. Sie haben spektakuläre Formen, wie steile Felswände, schwindelnde Schluchten, Höhlen oder auch Geröll. An den Übergängen dieses unwirtlichen Lebensraumes entwickeln sich einige Pflanzen, die mithelfen, das System in sich zu stabilisieren.
- Flüsse

Das trockene Klima und der karstige Untergrund des Luberon erklären die geringe Wasserführung der Flüsse und Bäche im Gebiet des Naturparks: Die wichtigsten Gewässer sind der Coulon, der Largue und der Aigue Brun, alles Nebenflüsse der Durance. In den Tälern werden unbedeutende Gebirgsbäche mitunter von Gewittern und Starkregen zu reißenden Flüssen angefacht.